# Kfz-Kennzeichen (Libyen)

Aktuelles libysches Kfz-Kennzeichen

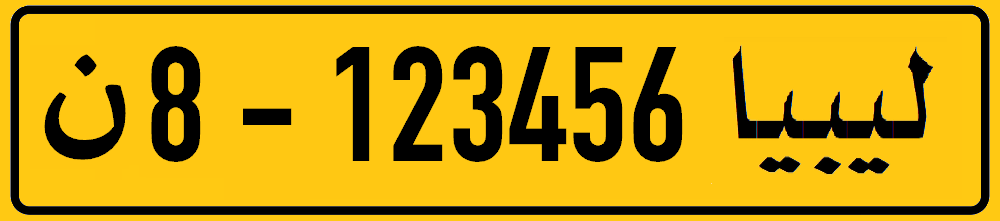
Kennzeichen für kommerziell genutzte Fahrzeuge

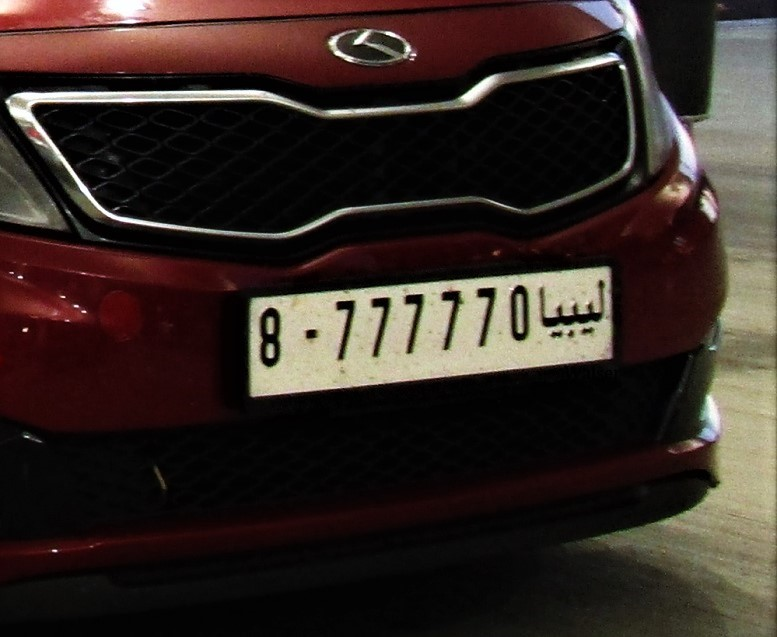
Aktuelles libysches Kennzeichen aus Bengasi (8)

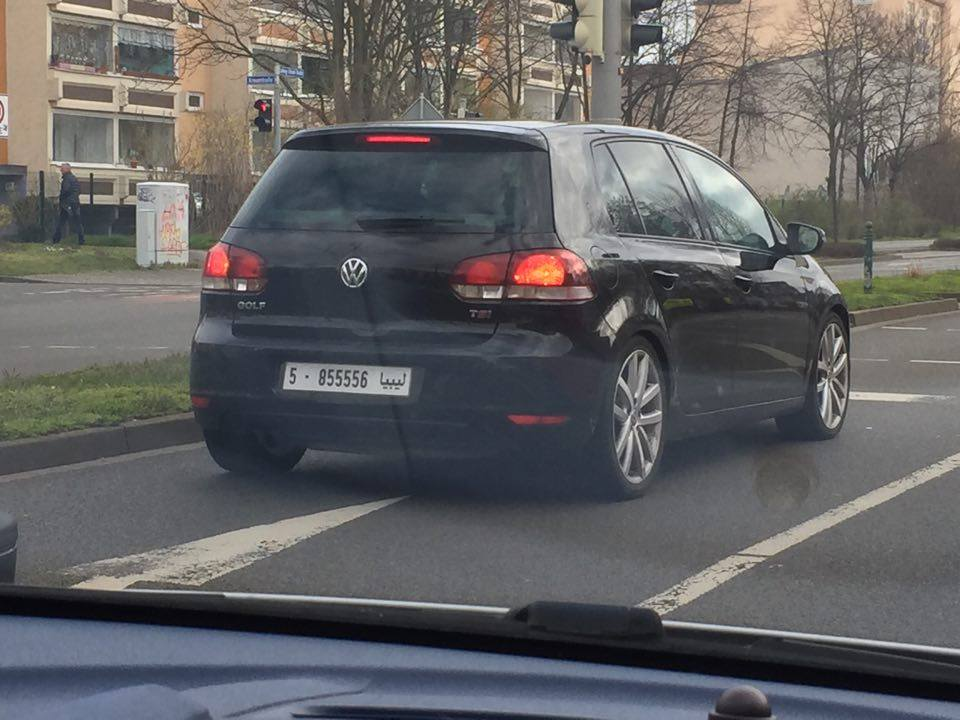
VW Golf VI mit zivilem Kennzeichen aus Tripolis (5)

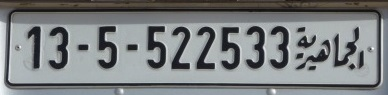
Libysches Kennzeichen vor 2012

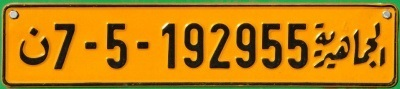
Kennzeichen für kommerziell genutzte Fahrzeuge vor 2012

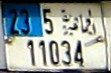
Kennzeichen für Ausländer

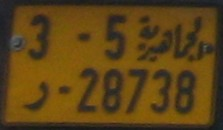
Taxi-Kennzeichen

Die Kfz-Kennzeichen in Libyen ähneln in ihrem Aussehen den in Europa verwendeten Nummernschildern. Schilder für Privatfahrzeuge besitzen einen weißen Hintergrund und schwarze Aufschrift. Sie zeigen links zwei durch einen sehr kurzen Bindestrich getrennte Zahlenblöcke, von denen die linke, maximal zweistellige Zahl für den Herkunftsort (zum Beispiel 5 für Tripolis) steht und die rechte eine fortlaufende Seriennummer darstellt.
Ganz rechts, also nach Lesart des Arabischen am Anfang, steht auf älteren Schildern der Schriftzug جماهيرية (Dschamahirija) und infolge des libyschen Bürgerkriegs 2011 auf neueren Schildern das Wort ليبيا (Libyen).
Kennzeichen ausländischer Firmen oder Bewohner zeigen am linken Rand ein blaues Feld, in welchem eine Zahl Auskunft über das jeweilige Herkunftsland gibt. Taxis tragen gelbe Kennzeichen, die zu Beginn noch einen weiteren arabischen Buchstaben zeigen. Bei zweizeiligen Schildern befindet sich die Seriennummer in der unteren Zeile. Diplomatenkennzeichen zeigen schwarze Schrift auf rotem Grund.
Vor der Revolution erhielten durchfahrende ausländische Fahrzeuge grün-gelbe Zollkennzeichen (Feldtrennung diagonal, schwarze Schrift). Von dieser Regelung waren nur diejenigen ausländischen Kennzeichen ausgenommen, die keine Lateinbuchstaben enthielten.
In der Zeit 1998–2012 (arabische Aufschrift "Dschamahirija") wurden für Ausländer folgende Kennzahlen im blauen Feld verwendet:
11 Ägypten
12 Deutschland
13 Tunesien
14 Libanon
15 Italien
16 Frankreich
17 Türkei
18 Algerien
19 Serbien
20 Großbritannien
21 Saudi-Arabien
22 Griechenland
23 Russland
24 Marokko
25 China
26 USA
27 Tschechien
28 Spanien
30 Irak
32 Pakistan
33 Venezuela
34 Kuwait
35 Bulgarien
38 Polen
39 Ungarn
40 Schweiz
41 Dänemark
42 Finnland
43 Schweden
44 Tschad
45 Österreich
46 Niederlande
47 Slowakei
48 Indien
49 Jemen
50 Bosnien und Herzegowina
51 Mauretanien
52 Niger
53 Nigeria
54 Rumänien
55 Japan
56 Vereinigte Arabische Emirate
58 Somalia
59 Brasilien
60 Uganda
61 Kongo
62 Ruanda
63 Nordkorea
64 Argentinien
65 Bangladesch
66 Burundi
67 Guinea
68 Katar
69 Gambia
70 Kuba
71 Togo
72 Zentralafrikanische Republik
73 Afghanistan
74 Malaysia
75 Philippinen
76 Äthiopien
77 Gabun
78 Vietnam
79 Jordanien
80 Senegal
81 Australien
82 Panama
83 Südkorea
84 Benin
85 Mali
86 Iran
87 Nicaragua
88 Ghana
89 Grenada
90 Burkina Faso
91 Zypern
92 Bahrain
93 Oman
94 Dschibuti
95 Komoren
96 Südafrika
97 Kamerun
99 Eritrea
106 Simbabwe
108 Liberia
111 Malawi
119 Indonesien
120 Ukraine
125 Kanada
130 Norwegen
157 Irland
180 Belarus
190 Vatikan
Bei Diplomatenkennzeichen wies der folgende Nummernblock auf die Funktion des Kennzeicheninhabers hin.
Privatfahrzeuge trugen drei Nummernblöcke: 45 (Bezirk ("Stadtzentrum") 5 ("Tripolis")) laufende Nummer.
Die 5 wird auch derzeit für Tripolis, die 8 für Benghasi verwendet.